# Tic Tac Toe (band)
Tic Tac Toe was een Duitse meidengroep.

## Bezetting
- Lee: Liane Claudia Wiegelmann, geboren als Springer (Iserlohn, 29 juli 1974)
- Jazzy: Marlene Victoria Tackenberg (Gelsenkirchen, 4 augustus 1975)
- Ricky: Ricarda Nonyem Priscilla Wältken (Dortmund, 24 februari 1978) (tot 1997 en vanaf 2005)
- Sara: Sara Brahms (Brighton, 24 juli 1978) (van 1999 tot 2000)

## Oprichting
Over de formatie van de groep is weinig bekend, omdat het platenlabel gericht foute informatie verspreidde om de band authentieker te laten lijken. Volgens het label werden ze in 1995 op een hiphop-concours ontdekt in het Roergebied, waaraan Lee als enige vrouw zou hebben deelgenomen. Aansluitend zouden Ricky en Jazzy spontaan op het podium zijn gekomen en hebben ze samen met Lee gerapt. Na beëindiging van het optreden kregen de drie een platencontract. Omdat nooit bekend werd, wanneer en waar dit evenement plaatsvond, is deze versie van de formatie als gerucht te beschouwen. Marlene Tackenberg, die in november 2015 te zien was bij Goodbye Deutschland, verhaalde tijdens de uitzending hoe het werkelijk tot de formatie was gekomen: Haar vriend had haar uitgenodigd voor een spontane disco-avond in Dortmund, waar ook Liane, Ricarda en de latere manager Claudia Wohlfromm aanwezig waren, wiens interesse werd opgewekt, waarop Wohlfromm vroeg, of Tackenberg kon zingen. Dit sprak ze tegen, maar zei dat ze wel kon rappen. Een maand later had ze een contract.
Later werden ook verdere uitlatingen van het label als onwaarheid betiteld, zoals over de leeftijden van de bandleden, die ouder waren dan werd beweerd. Veel gegevens wezen erop, dat de groep door het management in het kader van een casting gericht werd samengesteld. In de krant Die Woche beschreef journalist Lucas Koch de oprichtingsfase van Tic Tac Toe als volgt: het trio werd niet bij een hiphopconcours ontdekt, maar iedere zangeres werd individueel voor het project uitgekozen. Drie dagen brainstorming aan het strand in Portugal, proefopnamen, platencontract. In 1997 berichtte Jasmin Busan, die in 1995 tot de oorspronkelijke bezetting behoorde, in een interview met RTL, dat de band aanvankelijk uit vijf meiden bestond. Busan nam voor de eerste singlepublicatie wegens een keelontsteking afscheid van de band.

## Eerste albums
Van de eerste beide albums Tic Tac Toe (1996) en Klappe die 2te (1997) werden bijna drie miljoen exemplaren verkocht. In 1996 hadden de drie in de RTL-soap Gute Zeiten, schlechte Zeiten een gastoptreden. De publicatie van het tweede album werd na beginnende successen overschaduwd door talrijke negatieve berichten. Allereerst lekte uit, dat de leeftijdsopgaven van de drie zangeressen niet overeenkwamen met de echte leeftijden. Opzienbarend was, dat Liane Wiegelmanns toenmalige echtgenoot na relatieproblemen zelfmoord pleegde. Een week later werd bekend, dat Wiegelmann kort als prostituee had gewerkt om aan drugs te kunnen komen. 
In november 1997 zou tijdens een persconferentie in München eensgezindheid worden gedemonstreerd, maar in plaats daarvan kwam er ruzie tussen de groepsleden voor lopende camera. Alles duidde op een publiciteitsstunt. Daarna verliet Ricky de band. De aansluitende pogingen van zowel Ricky als Jazzy en Lee om opnieuw in de muziekwereld commercieel succesvol te zijn, mislukten. Met een nieuwe bezetting als Sara @ Tic Tac Two lukte hen met de single Nie wieder een comeback. Weinig later werd de naam Tic Tac Toe in ere hersteld, werd Ricky vervangen door Sara Brahms en werd een nieuwe comeback opgestart. Met het album Ist der Ruf erst ruiniert … en de gelijknamige single kon men echter niet meer de vroegere successen evenaren. Met de tweede single Isch liebe disch lukte het succes te behalen en zich te plaatsen in de top 20 van de Duitse singlehitlijst. De derde single Morgen ist heute schon gestern bleef commercieel zonder succes. Het platencontract werd opgezegd, waarna Tic Tac Toe werd ontbonden.

## Comeback en ontbinding
In december 2005 publiceerde Tic Tac Toe in de oorspronkelijke formatie de single Spiegel, die een 7e plaats in de Duitse singlehitlijst behaalde. Voor de heroprichting was de Hamburger Kalle Schwensen verantwoordelijk, die ook als manager van de band met A One Entertainment als platenlabel fungeerde. In februari 2006 verscheen met Comeback het laatste album met positieve kritieken, maar commercieel weinig succesvol. De daaropvolgende tournee werd door de concertorganisator wegens gebrek aan informatie ingekort van tien naar drie optredens. Een bewerkte versie van de song Keine Ahnung, die na Spiegel als tweede single verscheen, flopte en kon als eerste Tic Tac Toe-single niet doordringen tot de Duitse Top 100. Op 31 januari 2007 verklaarde het management de Tic Tac Toe-carrière voor beëindigd.

## Na de ontbinding
Na de definitieve ontbinding voltooide Lee in 2009 een opleiding tot beveiliger en werkte ze aansluitend voor het opleidingsinstituut als medewerkster bij de Kölner Zoo. Ook steunt ze het Keulse Adler-scholingscentrum bij de planning van toekomstige projecten en trok zich terug uit de openbaarheid.
Jazzy werkte aan verschillende soloprojecten. Van september 2010 tot juni 2011 speelde ze in de musical Starcut in het Delphi Showpalast in Hamburg. In januari 2012 nam ze als kandidate deel aan het zesde seizoen van Ich bin ein Star – Holt mich hier raus! en trok ze zich aansluitend terug op het Balearen-eiland Mallorca. Inmiddels woont ze met haar familie aan de Côte d'Azur.
Ricky startte een basisschoolopleidingsstudie met de vakken wiskunde en evangelische theologie. Ze brak de begonnen studies echter af, omdat naar haar eigen zeggen het opleidingssysteem niet goed was bevallen.
In september 2012 draaiden Jazzy en Ricky een reclamespot voor de Sixt AG, waarbij de titel van hun debuutsingle werd gewijzigd in Ich find Sixt sch …!. Omdat Lee niet bereikbaar was, werd ze tijdens de opnamewerkzaamheden vervangen door een double. In november 2012 werd de reclamefilm op YouTube gepubliceerd. De reclamespot was echter geen Tic Tac Toe-comeback, omdat muzikaal geen verdere projecten waren ingepland.

## Onderscheidingen
- Muziekprijs Comet
  - 1996: in de categorie: Newcomer National
  - 1997: in de categorie: Act National

- Muziekprijs Echo
  - 1997: in de categorie: Groep (Pop) National
  - 1998: in de categorie: Hit van het jaar voor de song Warum?

- RSH-Gold
  - 1997: in de categorie: Succesvolste Duitse groep

## Discografie

### Singles
- 1995: Ich find' dich scheiße
- 1996: Funky
- 1996: Leck mich am A, B, Zeh
- 1996: Verpiss' dich
- 1997: Warum?
- 1997: Mr. Wichtig
- 1997: Ich wär' so gern so blöd wie du
- 1997: Bitte küss' mich nicht
- 2000: Ist der Ruf erst ruiniert …
- 2000: Isch liebe disch
- 2000: Morgen ist heute schon gestern
- 2005: Spiegel

### Studioalbums
- 1996	Tic Tac Toe
- 1997:	Klappe die 2te
- 2000:	Ist der Ruf erst ruiniert …
- 2006:	Comeback

### Compilaties
- 1997: Warum? (alleen gepubliceerd in Rusland)
- 2006:	The Best Of

### Videoalbums
- 1996: … frei nach Schnauze
- 1997: Die ganze Wahrheit (VIVA JAM Special)
- 1997: Jetzt erst recht!

### Muziekvideo's
- 1995: Ich find' dich scheiße
- 1996: Funky
- 1996: Leck mich am A, B, Zeh
- 1996: Verpiss' dich
- 1997: Warum?
- 1997: Mr. Wichtig
- 1997: Ich wär' so gern so blöd wie du
- 1997: Bitte küss' mich nicht
- 1999: Nie wieder
- 2000: Ist der Ruf erst ruiniert …
- 2000: Isch liebe disch
- 2000: Morgen ist heute schon gestern
- 2005: Spiegel
- 2006: Keine Ahnung